# Caterpillar 272D

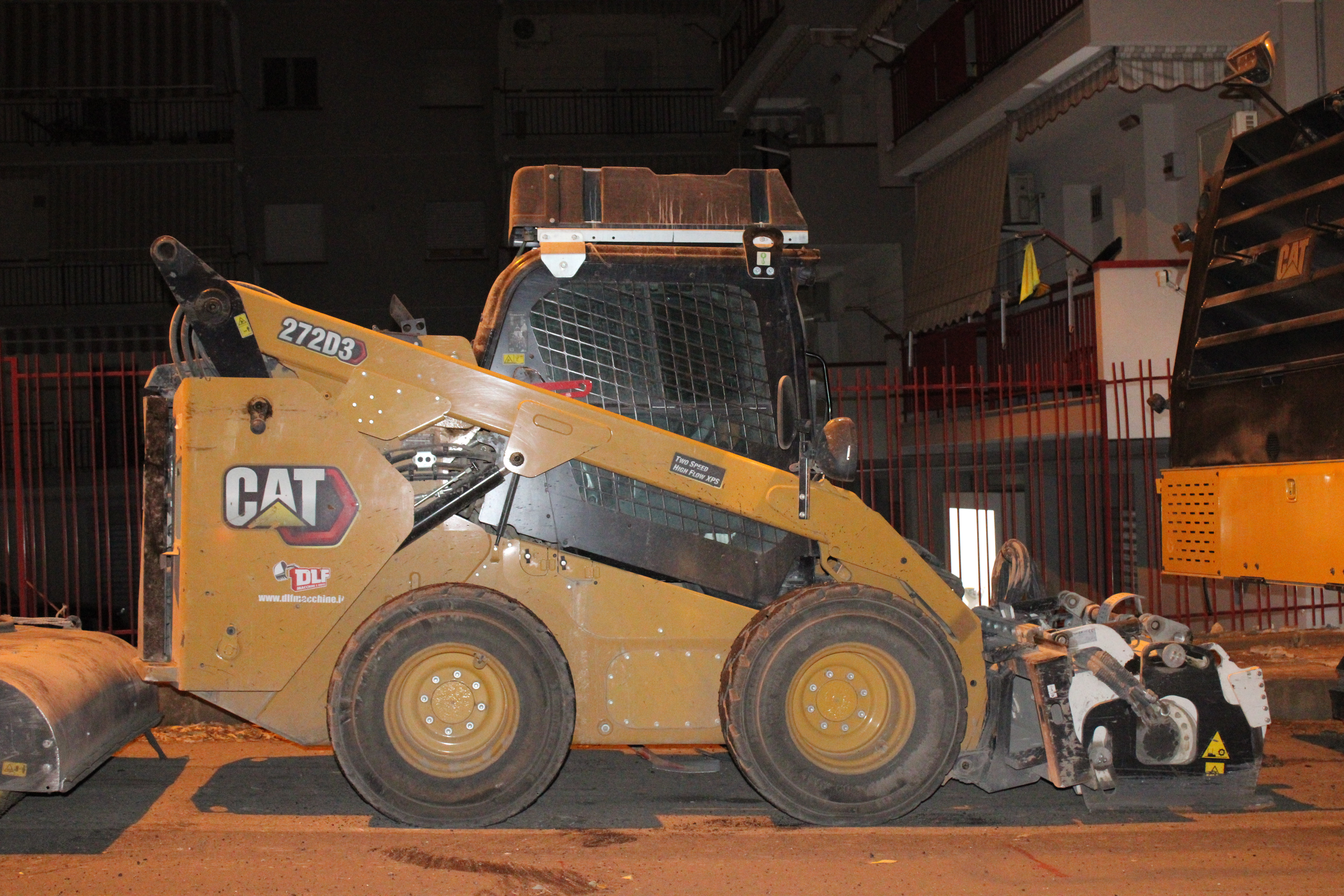
Cat 272D3

La Caterpillar 272D è una minipala costruita dalla ditta statunitense Caterpillar.

## Descrizione
La minipala gommata SSL Cat 272D3, con il suo design a passo lungo e sollevamento verticale, fornisce un ampio sbraccio e un'altezza di sollevamento adeguata per caricare il dumper in modo semplice e veloce. La stabilità e le migliori prestazioni di sollevamento che la contraddistinguono consentono un'eccellente movimentazione dei materiali. La macchina è provvista di una cabina sigillata e pressurizzata, che offre all'operatore un ambiente operativo più pulito e silenzioso, con un'ottima visibilità sull'attrezzatura. Le macchine D3 offrono di serie comandi joystick regolabili montati sul sedile per un maggior comfort dell'operatore. L'apparato propulsore ad alte prestazioni assicura un rendimento e una produttività massimi grazie al sistema di gestione elettronica della coppia, alla marcia a due velocità di serie e ad un acceleratore elettronico a mano e a pedale con funzione di decelerazione. Presenta un sistema di "livellamento intelligente" che offre integrazione e caratteristiche, come il doppio autolivellamento, il sistema di ritorno all'angolo di scavo e il posizionatore dell'attrezzatura.

## Altre versioni
- Cat 272D XHP[3]
- Cat 272D2[4]
- Cat 272D2 XHP[5]
- Cat 272D3[6]
- Cat 272D3 XE[7]

## Caratteristiche tecniche
| Versione      | Modello                 | Potenza netta | Cavalli | Potenza lorda | Cavalli | Alesaggio | Corsa  | Cilindrata | Emissioni              | Coppia massima a 1500 giri/min |
| ------------- | ----------------------- | ------------- | ------- | ------------- | ------- | --------- | ------ | ---------- | ---------------------- | ------------------------------ |
| Cat 272D      | Cat C3.8 (turbocharged) | 71 kW         | 95 hp   | 73 kW         | 98 hp   | 100 mm    | 120 mm | 3.8 L      | Standard EU Stage IIIB | 334 N·m                        |
| Cat 272D XHP  | Cat C3.8 (turbocharged) | 79 kW         | 106 hp  | 82 kW         | 110 hp  | 100 mm    | 120 mm | 3.8 L      | Standard EU Stage IIIB | 374 N·m                        |
| Cat 272D2     | Cat C3.8 DIT (turbo)    | 71 kW         | 95 hp   | 73 kW         | 98 hp   | 100 mm    | 120 mm | 3.8 L      | Standard EU Stage IV   | 334 N·m                        |
| Cat 272D2 XHP | Cat C3.8 DIT (turbo)    | 79 kW         | 106 hp  | 82 kW         | 110 hp  | 100 mm    | 120 mm | 3.8 L      | Standard EU Stage IV   | 374 N·m                        |
| Cat 272D3     | Cat C3.8 DIT (turbo)    | 71 kW         | 95 hp   | 73 kW         | 98 hp   | 100 mm    | 120 mm | 3.8 L      | Standard EU Stage IV   | 334 N·m                        |
| Cat 272D3 XE  | Cat C3.8 DIT (turbo)    | 79 kW         | 106 hp  | 82 kW         | 110 hp  | 100 mm    | 120 mm | 3.8 L      | Standard EU Stage V    | 374 N·m                        |

| Versione      | Flusso idraulico pala standard | Pressione idraulica pala standard | Potenza idraulica standard (calcolata) | Flusso idraulico pala elevato | Pressione idraulica pala elevato | Potenza idraulica elevato (calcolata) |
| ------------- | ------------------------------ | --------------------------------- | -------------------------------------- | ----------------------------- | -------------------------------- | ------------------------------------- |
| Cat 272D      | 86.4 L/min                     | 23 000 kPa                        | 33 kW 44 hp                            | 150 L/min                     | 28 000 kPa                       | 70 kW 94 hp                           |
| Cat 272D XHP  | 86 L/min                       | 23 000 kPa                        | 33 kW 44 hp                            | 150 L/min                     | 28 000 kPa                       | 70 kW 94 hp                           |
| Cat 272D2     | 86 L/min                       | 23 000 kPa                        | 33 kW 44 hp                            | 150 L/min                     | 28 000 kPa                       | 70 kW 94 hp                           |
| Cat 272D2 XHP | 86 L/min                       | 23 000 kPa                        | 33 kW 44 hp                            | 150 L/min                     | 28 000 kPa                       | 70 kW 94 hp                           |
| Cat 272D3     | 86 L/min                       | 23 000 kPa                        | 33 kW 44 hp                            | 150 L/min                     | 28 000 kPa                       | 70 kW 94 hp                           |
| Cat 272D3 XE  | 86 L/min                       | 23 000 kPa                        | 33 kW 44 hp                            | 150 L/min                     | 28 000 kPa                       | 70 kW 94 hp                           |

| Versione      | Serbatoio del combustibile | Sistema di raffreddamento | Coppa motore | Impianto idraulico | Serbatoio idraulico | Serbatoio DEF | Carter catene per lato |
| ------------- | -------------------------- | ------------------------- | ------------ | ------------------ | ------------------- | ------------- | ---------------------- |
| Cat 272D      | 117 L                      | 14 L                      | 10 L         | 61 L               | 39 L                | /             | 8.6 L                  |
| Cat 272D XHP  | 122 L                      | 16 L                      | 13 L         | 55 L               | 39 L                | /             | 10.2 L                 |
| Cat 272D2     | 122 L                      | 16 L                      | 13 L         | 55 L               | 39 L                | 19 L          | 10.2 L                 |
| Cat 272D2 XHP | 122 L                      | 16 L                      | 13 L         | 55 L               | 39 L                | 19 L          | 10.2 L                 |
| Cat 272D3     | 120 L                      | 16 L                      | 13 L         | 55 L               | 39 L                | 19 L          | 10.2 L                 |
| Cat 272D3 XE  | 120 L                      | 16 L                      | 13 L         | 55 L               | 39 L                | 19 L          | 10.2 L                 |

| Versione      | Larghezza cingolo                    | Lunghezza cingolo a terra | Lunghezza totale del cingolo | Numero rulli superiori | Numero rulli inferiori |
| ------------- | ------------------------------------ | ------------------------- | ---------------------------- | ---------------------- | ---------------------- |
| Cat 272D      | 320 mm (standard) 400 mm (opzionale) | 1499 mm                   | 1.999 mm                     | 1                      | 6                      |
| Cat 272D XHP  | 320 mm (standard) 400 mm (opzionale) | 1499 mm                   | 1.999 mm                     | 1                      | 6                      |
| Cat 272D2     | 320 mm (standard) 400 mm (opzionale) | 1499 mm                   | 1.999 mm                     | 1                      | 6                      |
| Cat 272D2 XHP |                                      |                           |                              |                        |                        |
| Cat 272D3     |                                      |                           |                              |                        |                        |
| Cat 272D3 XE  |                                      |                           |                              |                        |                        |

| Versione      | Capacità operativa nominale               | Carico di ribaltamento | Forza di strappo cilindro di inclinazione | Forza di strappo cilindro di sollevamento | Velocità massima Una marcia | Velocità massima Due marce |
| ------------- | ----------------------------------------- | ---------------------- | ----------------------------------------- | ----------------------------------------- | --------------------------- | -------------------------- |
| Cat 272D      | 1451 kg con contrappeso opzionale 1565 kg | 2903 kg                | 3359 kg                                   | 2767 kg                                   | 10.6 km/h                   | 15.1 km/h                  |
| Cat 272D XHP  | 1678 kg                                   | 3357 kg                | 3333 kg                                   | 2766 kg                                   | 11.6 km/h                   | 16.6 km/h                  |
| Cat 272D2     | 1542 kg con contrappeso opzionale 1656 kg | 3084 kg                | 3376 kg                                   | 2755 kg                                   | 10.6 km/h                   | 15.1 km/h                  |
| Cat 272D2 XHP | 1656 kg con contrappeso opzionale 1769 kg | 3311 kg                | 3339 kg                                   | 2760 kg                                   | 11.6 km/h                   | 16.6 km/h                  |
| Cat 272D3     | 1570 kg con contrappeso opzionale 1675 kg | 3.135 kg               | 3.376 kg                                  | 2.755 kg                                  | 10.6 km/h                   | 15.1 km/h                  |
| Cat 272D3 XE  | 1680 kg con contrappeso opzionale 1795 kg | 3.365 kg               | 3.339 kg                                  | 2.760 kg                                  | 11.6 km/h                   | 16.6 km/h                  |

| Versione      | Cabina/Struttura ROPS         | Cabina/Struttura FOPS Livello I        | Cabina/Struttura FOPS Livello II      | Livello di potenza sonora esterna | Livello di potenza sonora interna |
| ------------- | ----------------------------- | -------------------------------------- | ------------------------------------- | --------------------------------- | --------------------------------- |
| Cat 272D      | SAE J1040 MAY94 ISO 3471:1994 | SAE J1043 SEPT87 ISO 3449:1992 Level I | SAE J231 JAN81 ISO 3449:1992 Level II | 102 dB(A)                         | 83 dB(A)                          |
| Cat 272D XHP  | ISO 3471:2008                 | ISO 3449:2005 Level I                  | ISO 3449:2005 Level II                | 104 dB(A)                         | 83 dB(A)                          |
| Cat 272D2     | ISO 3471:2008                 | ISO 3449:2005 Level I                  | ISO 3449:2005 Level II                | 102 dB(A)                         | 83 dB(A)                          |
| Cat 272D2 XHP | ISO 3471:2008                 | ISO 3449:2005 Level I                  | ISO 3449:2005 Level II                | 104 dB(A)                         | 83 dB(A)                          |
| Cat 272D3     | ISO 3471:2008                 | ISO 3449:2005 Level I                  | /                                     | 102 dB(A)                         | 83 dB(A)                          |
| Cat 272D3 XE  | ISO 3471:2008                 | ISO 3449:2005 Level I                  | /                                     | 104 dB(A)                         | 83 dB(A)                          |

Valori trascritti dalle tabelle ufficiali Caterpillar.